# Bagneux (Allier)
Bagneux é uma comuna francesa na região administrativa de Auvérnia-Ródano-Alpes, no departamento Allier.